# Timpani
Timpani Records est un label discographique français de musique classique contemporaine, actif entre 1990 et 2018.

## Histoire
Le label est fondé en 1990 par Stéphane Topakian. Il compte plus de 200 disques en 20 ans, principalement de la musique classique française inconnue du 20e siècle. Le label et son catalogue sont par la suite distribués par Naïve Records. Outre les compositeurs français, le label a également publié des enregistrements pour la société française Wilhelm Furtwängler,. En 2018, le label se retrouve en cessation de paiement et son site web est mis en vente.